# هاندي سوباشي
هاندي سوباشي (بالتركية: Hande Subaşı)‏ هي متسابقة ملكة الجمال وعارضة وممثلة تركية، ولدت في 21 فبراير 1984 بأنقرة في تركيا.

## وصلات خارجية
- هاندي سوباشي على موقع IMDb (الإنجليزية)
- هاندي سوباشي على موقع قاعدة بيانات الفيلم (الإنجليزية)